# رنگ‌دانه‌های بتن
افزودنی‌های معدنی خنثی و رنگدانه‌ها بتن یکی از انواع افزودنی‌های معدنی بتن طبق آیین نامه بتن ایران (آبا) است. این مواد باید در مقابل نور و قلیایی‌ها مقاوم باشند و در واکنش‌های آبگیری سیمان دخالت نکنند.

## بتن رنگی
بتن رنگی یکی دیگر از مدل‌های انواع بتن بوده که همانطور که از اسم آن مشخص است
برای کاربردهای رنگی و معماری کاربرد زیادی دارد و می‌توان از آن به عنوان رنگ آمیزی محیطی بتن‌ها استفاده کرد.
برای تولید این بتن معمولاً دو روش وجود دارد که عبارتند از:

### روش ساخت بتن رنگی
- استفاده کردن از سیمان رنگی یا مصالح رنگی
- استفاده کردن از رنگدانه‌های طبیعی معدنی

روش اول بیشتر برای کشورهایی مثل هند که معدن‌های مختلفی برای استخراج کردن سیمان رنگی و مصالحی از این دست دارند مناسب بوده و هواداران زیادی هم دارد.
اما روش دوم که بیشتر در مکان‌های مختلف دنیا رواج دارد , استفاده از رنگ دانه‌های معدنی در بتن می‌باشد .
اما نکته مهم در استفاده از این رنگ دانه‌ها این است که خواص شیمیایی بتن را تغییر ندهند.
نکته جالب در ساخت این بتن‌ها در کنار رنگ دانه‌ها این است که ؛
این بتن‌ها به همان روش بتن‌های معمولی ساخته و تولید می‌شوند.
و بیشتر کاربرد آن‌ها در مکان‌هایی است که نیاز به رنگی شاداب و یا هشدار دهنده وجود دارد.
به عنوان مثال برای ساخت پیست‌های عبوری دوچرخه‌ها از این نوع بتن استفاده می‌شود.
یا مورد دیگری که برای استفاده این دسته از بتن‌ها می‌توان مثال زد , استفاده از این نوع بتن در بیمارستان کودکان می‌باشد  که باعث ایجاد محیطی شادتر و مناسب تر برای کودکان می‌شود.
برای ایجاد رنگ‌های مختلف معمولاً از مواد زیر استفاده می‌شود:

### چه موادی برای ساخت انواع بتن رنگی استفاده می شود؟
| مواد استفاده شده برای رنگی شدن بتن                                                          | رنگ بتن                 |
| سیمان پرتلند سفید                                                                           | رنگ سفید                |
| سیمان پرتلند استاندارد                                                                      | رنگ خاکستری و عمومی بتن |
| رنگ دانه کبالت آبی یا لاجوردی                                                               | رنگ آبی                 |
| سیمان سنگدانه ای                                                                            | رنگ برنزی               |
| رنگدانه ای مرکب از هیدروکسید آهن ،دی اکسید منگنز ، سیلیس وکربنات کلسیم یا اکسید آهن قهوه ای | رنگ قهوه ای             |
| رنگدانه‌های اکسید آهن زرد یا گل اُخری زرد رنگ محتوای باریم و کلسیم و fe2o3                    | رنگ زرد نخودی           |
| رنگدانه‌های اکسید اهن سیاه منگنز و کربن بلاک                                                 | رنگ خاکستری             |
| رنگدانه‌های اکسید کرومیم با مخلوطی از اکسید آهن زرد و آبی لاجوردی                            | رنگ سبز                 |
| اکسید اهن قرمز                                                                              | رنگ قرمز                |

همچنین یکی دیگر از روش‌ها و موادی که در تهیه بتن‌های رنگی کاربرد دارد ؛
ژل میکرو سیلیس است که در رنگ‌های مختلف برای بتن‌های تزئینی بیشتر استفاده می‌شود.

## کاربرد
- بهبود کارآیی و چسبندگی، بتن دارای مواد ریز دانه کم
- استفاده به عنوان سنگدانه‌های بتن

## انواع
1. اکسید آهن (رنگ‌های قرمز، قهوه ای، سیاه، و زرد)
2. اکسید کرم (رنگ سبز)